# Angel Witch

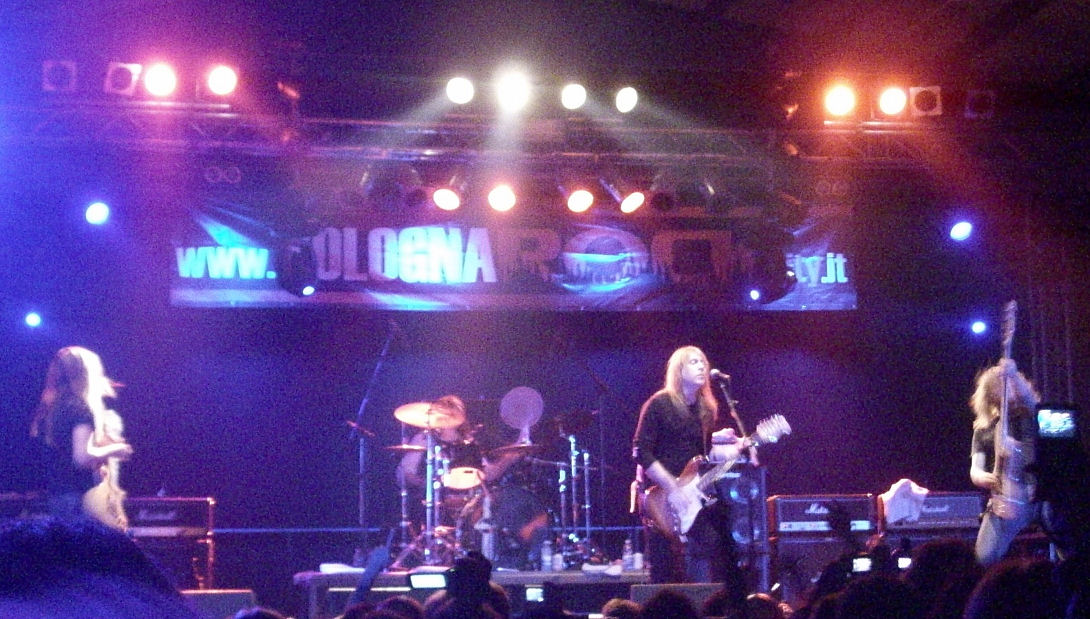
Angel Witch in 2010

Angel Witch is een Britse metalband, geformeerd in Londen, in 1977, tijdens de New wave of British heavy metal-periode.

## Artiesten
- Kevin Heybourne - gitarist, vocalist
- Jon Torres - gitarist, bassist
- Lee Altus - gitarist
- Darren Minter - drummer

## Vroegere leden
- David Tattum - vocalist
- Grant Denison - slaggitarist
- Keith Herzberg - gitarist
- Myk Taylor - gitarist, toetsenist
- Kevin Riddles - bassist
- Pete Gordelier - bassist
- Jerry Cunningham - bassist
- Ritchie Wicks - bassist, vocalist
- Dave Hogg - drummer
- Dave Dufort - drummer
- Spencer Hollman - drummer
- Ricky Bruce - drummer
- Tom Hunting - drummer, achtergrondstem
- Scott Higham - drummer

## Discografie
- 1980 - Angel Witch
- 1981 - Loser (EP)
- 1985 - Screamin' And Bleedin'
- 1986 - Frontal Assault
- 1990 - Live
- 1996 - '82 Revisited
- 2000 - Resurrection
- 2000 - 2000: Live At The LA2